# Carl Martin Laeisz

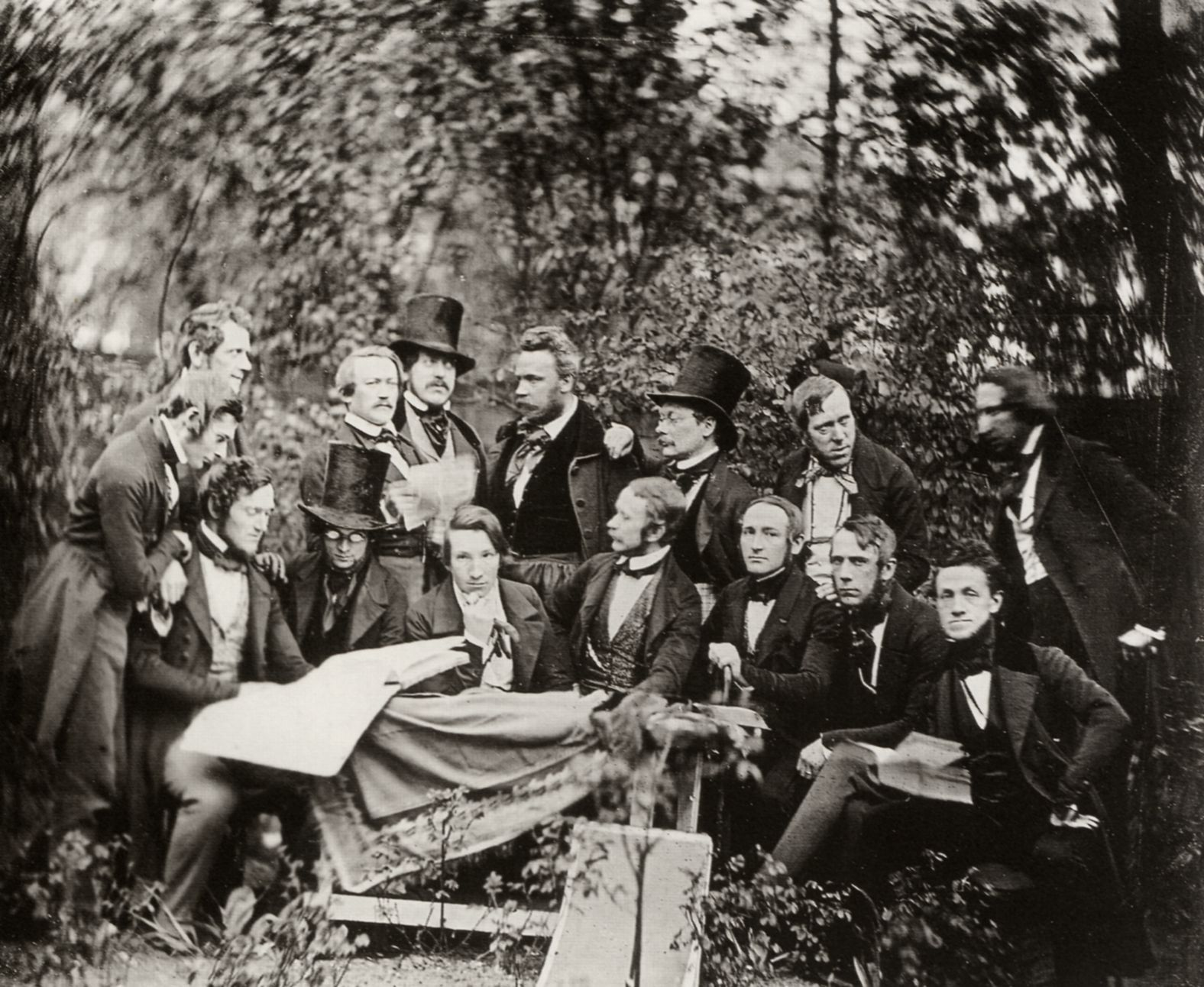
Carl Martin Laeisz im Hamburger Künstlerverein (1843) (sitzend 1. von links)

Carl Martin Laeisz (ausgesprochen: „Leiß“, * 23. Juni 1803 in Hamburg; † 21. Mai 1864 ebenda) war ein deutscher Maler und Aquarellist der Hamburger Schule. 

## Leben
Carl Martin Laeisz war der Sohn des Kaufmanns Johann Hartwig Laeisz und dessen Ehefrau Catharina Maria Greve. Sein Bruder war der Kaufmann und Reeder Ferdinand Laeisz (1801–1887).
Er machte zunächst eine Lehre als Dekorationsmaler bei dem Malermeister Gustav Staack in Altona. Er ging dann von 1824 bis 1826 zum Studium an die Berliner Kunstakademie. Seine Lehrer dort waren der Bildhauer Johann Gottfried Schadow und der Maler Johann Erdmann Hummel. Laeisz begab sich anschließend auf eine Reise durch die Schweiz und studierte 1826 bis 1828 bei Johann Ludwig Bleuler in Schaffhausen Gouache-Malerei, 1828/29 folgte ein Studienaufenthalt in Paris.

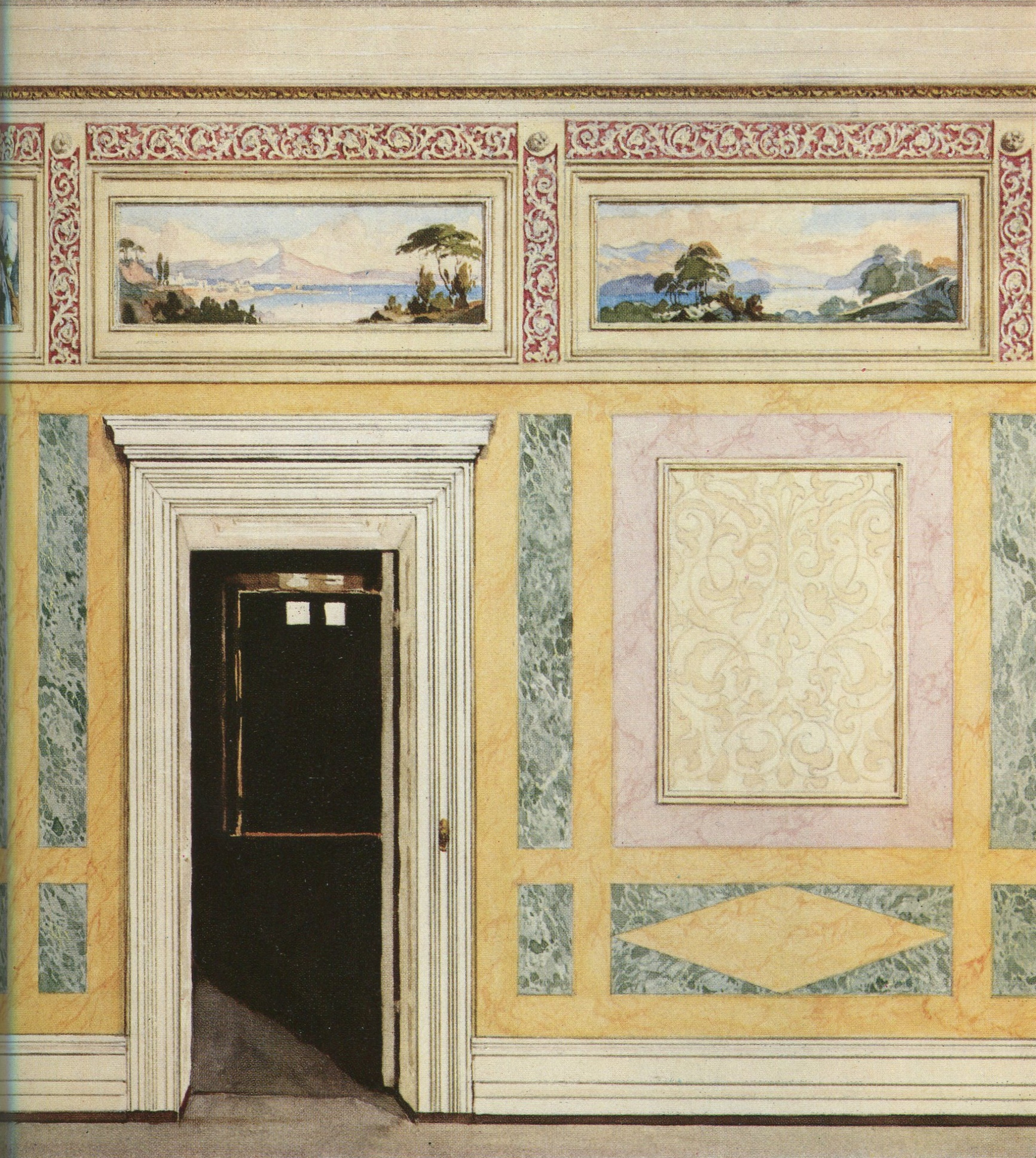
Wanddekorationen von Carl Martin Laeisz im Haus von Carl August Schröder, nach einem Aquarell von Hermann Haase

Zurück in Hamburg arbeitete er zwei Jahre lang als Malergeselle, wurde Meister und eröffnete eine eigene Werkstatt. Für das Wohnhaus des Juristen Carl August Schröder an der Eppendorfer Landstraße (später als „Bürgermeister-Schröder-Haus“ bekannt, 1928 abgebrochen) erstellte er 1846/48 Wanddekorationen. 
Laeisz gehörte zu den ersten Mitgliedern des Hamburger Künstlervereins von 1832. Zu seinen Freunden zählte der Maler und Radierer Hermann Kauffmann. Eine seiner Begabungen war die Vermittlung von Kontakten zwischen dem Hamburger Künstlerkreis und Kunstzentren des Auslands.

## Werk
Zu Beginn seiner künstlerischen Tätigkeit schuf er vor allem Gouachegemälde mit italienischen und alpinen Motiven und Titeln wie Venedig oder Isola Bella. In seinen späteren Schaffensjahren konzentrierte er sich auf Aquarelle mit heimatlichem Bezug wie Hamburg, Lübeck oder Hildesheim. Bekannt wurden die danach angefertigten Lithografien Vor und nach dem Brande und Inneres der Michaeliskirche. Die Folgen des Hamburger Brandes von 1842 mit seinen katastrophalen Zerstörungen brachten ihm als Besitzer und Leiter einer Malerwerkstätte zunehmend geschäftlichen Erfolg. Zu seinen größten gesellschaftlichen Erfolgen zählte er 1840 die Eröffnung einer Ausstellung durch das dänische Königspaar, auf der auch seine Gouache Schweizer Prospekt zu sehen war.